# Universitätsstraße (Bochum)

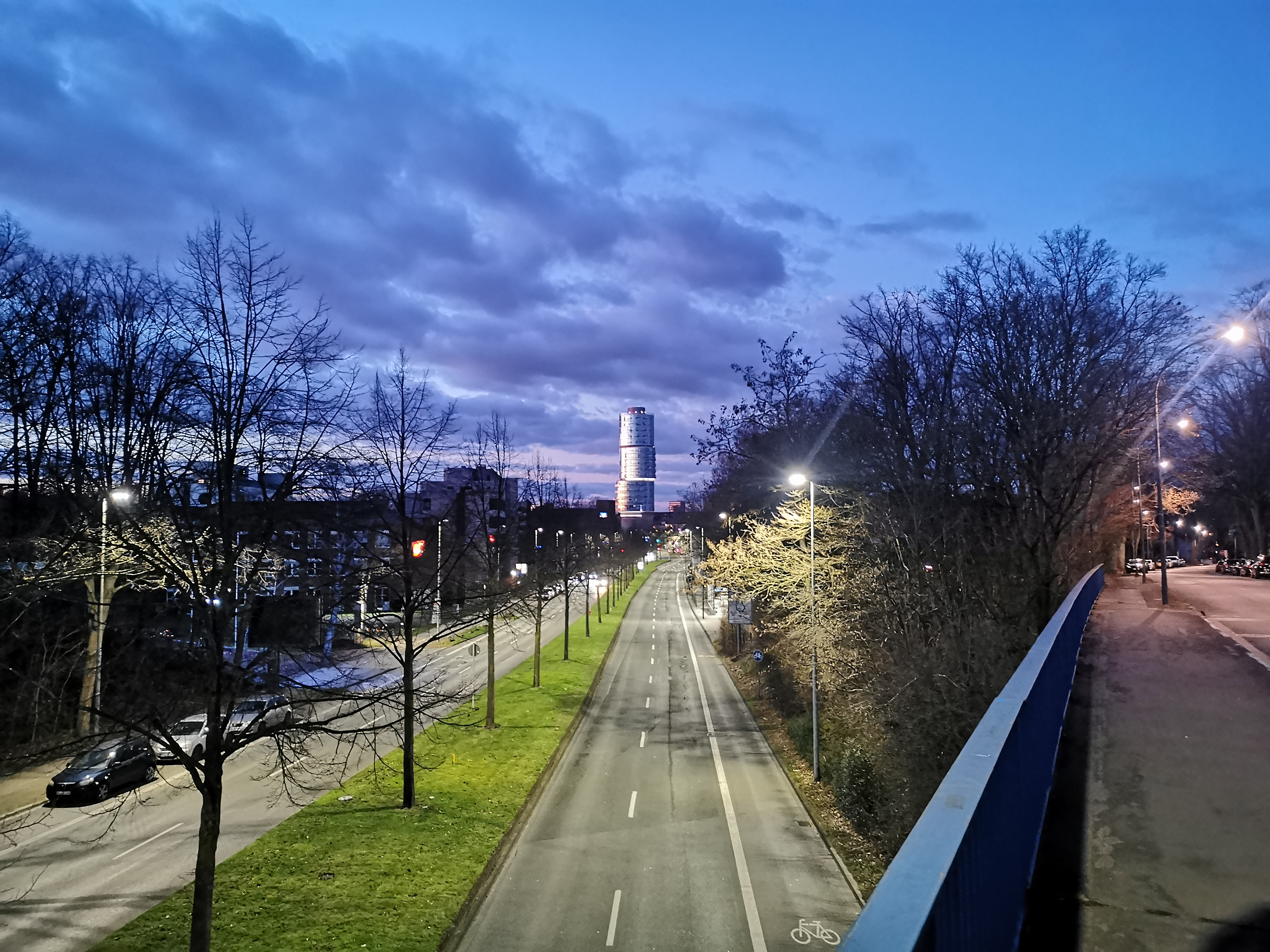
Die Universitätsstraße mit Blick auf das Exzenterhaus.

Die Universitätsstraße ist im Kontext der Vergabe und dem Bau der Ruhr-Universität Bochum geplant und entstanden. Sie verbindet den vorher eher ländlichen südlichen Stadtteil Querenburg und dessen Hochschulen mit der Innenstadt und den großen Ausfallstraßen.
Der Bau der Straße wurde im Januar 1962 begonnen, weniger als ein Jahr nach der Entscheidung, in Bochum die Universität zu errichten. Für den Bau mussten 176 Wohnungen weichen, im gleichen Zeitrahmen wurden aber auch Hunderte neue Wohnungen in Querenburg gebaut. Die Bauarbeiten erfolgten in sechs Teilabschnitten. Die Kosten beliefen sich auf über 120 Millionen DM, wobei allein das Knotenbauwerk zum Uni-Center und den Tiefgaragen über 5 Millionen DM kostete. Im November 1972 wurde der letzte Abschnitt dem Verkehr übergeben. Mit einer Länge von 8.660 Metern ist die Universitätsstraße die längste Straße Bochums, die Hattinger Straße misst 8.473 Metern.
Die Straße führt vom Bochumer Hauptbahnhof in der Bochumer Innenstadt zur Wittener Straße bzw. Unterstraße in Bochum-Langendreer. Dabei kreuzt sie die Wasserstraße, den Bochumer Ring, die heutige Bundesautobahn 448, die Markstraße sowie die A 43 (freigegeben 1971). Die teilweise autobahnähnliche Straße ist damit eine wichtige Verbindungs- und Ausfallstraße in der städtischen Verkehrsplanung bezüglich des motorisierten Individualverkehrs (MIV).
Sie bindet neben der Universität, den Gesundheitscampus, die Hochschule Bochum, das Technologiequartier sowie die Wohnviertel der Hustadt und in Steinkuhl an. Hinsichtlich des öffentlichen Personennahverkehrs (ÖPNV) bindet sie unter anderem die Hochschulen, das Neue Gymnasium und die Erich-Kästner-Gesamtschule über die Stadtbahnlinie U35 – Campusline (früher auch als Linie 5, 305 und 306 bezeichnet) an den Hauptbahnhof an.
Zu den markanten Bauwerken zählen das Exzenterhaus, die Dr.-Gerhard-Petschelt-Brücke und eine Brücke der Linie U 35 im Bereich der Stadtbahn-Endhaltestelle Hustadt, die bereits als Vorleistung einer bislang nicht realisierten Verlängerung der Stadtbahn nach Witten errichtet wurde.